# Alestopetersius smykalai
Alestopetersius smykalai är en fiskart som beskrevs av Poll, 1967. Alestopetersius smykalai ingår i släktet Alestopetersius och familjen Alestidae. IUCN kategoriserar arten globalt som nära hotad. Inga underarter finns listade i Catalogue of Life.